# Maurice LaMarche
Maurice LaMarche (Toronto, 30 de março de 1958) é um ator, dublador e humorista canadense. É mais conhecido por dar voz aos personagens Kif em Futurama, Egon Spengler em The Real Ghostbusters, Verminous Skumm e Duke Nukum em Captain Planet and the Planeteers e Cérebro em Animaniacs e Pinky and The Brain.